# Repérage dans le plan et dans l'espace
 (avril 2025).
Si vous disposez d'ouvrages ou d'articles de référence ou si vous connaissez des sites web de qualité traitant du thème abordé ici, merci de compléter l'article en donnant les références utiles à sa vérifiabilité et en les liant à la section « Notes et références ».
En géométrie analytique, tout point du plan affine ou de l'espace affine de dimension 3 est « repéré », c'est-à-dire qu'on lui associe un couple (dans le plan) ou un triplet (dans l'espace) de nombres réels.

## Préliminaire: droite graduée
Pour graduer une droite, on prend sur cette droite un point O appelé origine et le représentant d'un vecteur {\displaystyle {\vec {i}}} passant par O qui définit l'unité : on parle du repère (affine) {\displaystyle (O,{\vec {i}})}.
Propriété et définition
Sur une droite graduée par le repère {\displaystyle (O,{\vec {i}})}, à tout point A correspond un unique nombre x appelé abscisse de A.
On a
{\displaystyle {\overrightarrow {OA}}=x\cdot {\vec {i}}}
et on note A(x).
Toute droite munie d'un repère est ainsi mise en bijection avec la droite réelle ℝ.

## Repérage dans le plan
Pour munir le plan d'un repère, on prend dans ce plan un point O appelé origine et les représentants de deux vecteurs {\displaystyle {\vec {i}}} et {\displaystyle {\vec {j}}} passant par O qui définissent les unités respectivement « horizontales » et « verticales » : on parle du repère {\displaystyle (O,{\vec {i}},{\vec {j}})\,}.
Propriété et définition
Dans le plan muni du repère {\displaystyle (O,{\vec {i}},{\vec {j}})}, à tout point A correspond un unique couple (x,y) de nombres appelés coordonnées (cartésiennes) de A. On a
{\displaystyle {\vec {OA}}=x\cdot {\vec {i}}+y\cdot {\vec {j}}}
et on note A(x,y).
Vocabulaire
x est l' abscisse de A et y est son ordonnée.
La droite sur laquelle on lit les abscisses des points est appelée axe des abscisses et celle sur laquelle on lit les ordonnées des points est appelée axe des ordonnées.
Un repère dont les axes sont perpendiculaires est dit orthogonal . Un repère orthogonal tel que les longueurs (« normes ») de {\displaystyle {\vec {i}}} et de {\displaystyle {\vec {j}}} soient chacune égales à 1 est dit orthonormé, ou repère orthonormal.
Tout plan muni d'un repère est ainsi mis en bijection avec le plan complexe ℂ. Au point de coordonnées (0, 1) correspond le nombre complexe i.

## Repérage dans l'espace

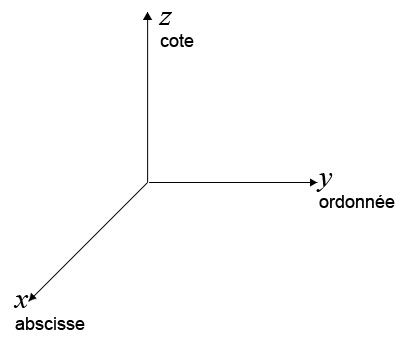
Les éléments du triplet (x,y,z) sont respectivement appelés abscisse (x), ordonnée (y) et cote (z).

Pour munir l'espace d'un repère, on prend un point O appelé origine et les représentants de trois vecteurs {\displaystyle {\vec {i}}}, {\displaystyle {\vec {j}}} et {\displaystyle {\vec {k}}} passant par O qui définissent les unités et les directions, respectivement « gauche-droite », « avant-arrière » et « haut-bas » : on parle du repère {\displaystyle (O,{\vec {i}},{\vec {j}},{\vec {k}})}.
Propriété et définition
Dans l'espace muni du repère {\displaystyle (O,{\vec {i}},{\vec {j}},{\vec {k}})}, à tout point A correspond un unique triplet (x,y,z) de nombres appelés coordonnées de A. On a
{\displaystyle {\vec {OA}}=x\cdot {\vec {i}}+y\cdot {\vec {j}}+z\cdot {\vec {k}}}
et on note A(x,y,z).
Vocabulaire
x est l'abscisse de A, y est son ordonnée et z est sa cote.
La droite sur laquelle on lit les abscisses des points est appelée axe des abscisses, celle sur laquelle on lit les ordonnées des points est appelée axe des ordonnées et celle sur laquelle on lit les cotes est appelée axe des cotes.
Un repère dont les axes sont perpendiculaires est dit orthogonal. Un repère orthogonal dont les longueurs de {\displaystyle {\vec {i}}}, de {\displaystyle {\vec {j}}} et de {\displaystyle {\vec {k}}} sont chacune égales à 1 est dit orthonormé, ou repère orthonormal.